# رول (بلژیک)
شهر رول (به فرانسوی: Ravels) در شهرستان تورنو در استان آنتوئر در منطقه فلاندری در کشور بلژیک واقع شده‌است.